# Pieter Buteux
Pieter Schelto Buteux (Heinkenszand, 26 november 1865 – 2 januari 1935) was een Nederlands burgemeester van Zoutelande en Oost- en West-Souburg.

## Leven en werk
Buteux werd in 1865 in Heinkenszand geboren als zoon van Johan Buteux en van Cecilia Johanna barones van Heemstra. Nadat hij eerst korte tijd burgemeester van Zoutelande was geweest, volgde hij in 1893 J.H. Paspoort van Grijpskerke op als burgemeester van de Zeeuwse gemeente Oost- en West-Souburg. Deze functie bekleedde Buteux tot 1925, toen hij werd opgevolgd door H.A. van Doorn. In 1922 werd de Cevaalstraat in Oost-Souburg omgedoopt tot Buteuxstraat.
Buteux trouwde op 21 juni 1893 te Middelburg met Johanna Hendrika van Trigt. Hij overleed op 69-jarige leeftijd in 1935.